# Алессандро Деллавалле
Алессандро Деллавалле (італ. Alessandro Dellavalle, нар. 11 травня 2004, Турин, Італія) — італійський футболіст, центральний захисник клубу «Торіно».
На правах оренди грає в клубі «Модена».

## Ігрова кар'єра

### Клубна
Алессандро Деллавалле народився у Турині і є вихованцем місцевих клубів «Ювентус» та «Торіно». В складі останнього захисник був капітаном команди (U-19). В липні 2023 року футболіст підписав з клубом свій перший професійний контракт до 2027 року. Першу гру в основі «Торіно» Деллавалле провів 12 травня 2024 року, коли вийшов на заміну у матчі проти «Верони».
30 серпня 2024 року Деллавалле був відправлений в оренду до клубу Серії В «Модена».

### Збірна
У 2023 році в складі юнацької збірної Італії (U-19) Алессандро Деллавалле став переможцем Юнацького чемпіонату Європи на Мальті.

## Титули
Італія (U-19)
 Чемпіон Європи: 2023